# Berta von Sulzbach
Berta von Sulzbach (ur. ok. 1110, zm. 29 sierpnia 1159) – bizantyńska cesarzowa, pierwsza żona Manuela I Komnena. 

## Życiorys
Urodziła jako córka Berengara II, hrabiego Sulzbach. Była siostrzenicą króla niemieckiego Konrada III. Po przybyciu do Konstantynopola przed ślubem z Manuelem I Komnenem zmieniła imię na Irena. Mieli dwie córki:
- Marię Komnenę (1152-1182), żonę Rajniera z Montferratu, syna Wilhelma V, markiza Montferratu,
- Annę Komnenę (1154-1158).